# Antonius Petrus van den Brink
Antonius Petrus van den Brink (Laren, 4 oktober 1898 - aldaar, 19 december 1979) was een Nederlandse architect uit Laren.

## Werken (selectie)
- Kraanbaan Laren, Zijtak (1946)
- katholieke noodkerk H. Dionysius in Heijen (1945)[1]
- Boerenleenbank, Klaaskampen 6a (1936)[2]
- Oud-Eemnesserweg 13 (1933)
- R.K. Meisjesschool, Kerklaan (1931)[3]
- dubbel woonhuis, Kampstraat 51-57 (1931)
- Juliana-Oord, Leemzeulder 35
  - paviljoen Lieberg (1929-1930)
  - paviljoen Aalberg (1934-1935)
  - paviljoen Braamberg (1935-1936)
- woonhuis Jagerspad 1 (1927)
- woonhuis Schoolpad 6 (1926)